# Epidemia di febbre emorragica di Ebola in Africa occidentale del 2014-2016

Situazione in Africa Occidentale

Nel corso del 2014 un'epidemia della malattia virus ebola si è diffusa in tutta la Guinea e oltre i confini di questa nazione nell'Africa occidentale.
L'epidemia, iniziata in Guinea nel mese di febbraio 2014, si è successivamente diffusa in Liberia, Sierra Leone e Nigeria, ed è la più grave pandemia di febbre emorragica di Ebola nella storia, sia per numero di casi sia per i decessi registrati.
Al 12 aprile 2015 sono stati segnalati 25.826 casi sospetti con 10.704 morti.
Diverse organizzazioni, tra cui la Comunità economica degli Stati dell'Africa occidentale, i Centri statunitensi per il controllo delle malattie e la Commissione europea hanno donato fondi e mobilitato personale a loro disposizione per aiutare a contrastare l'epidemia. Alcune associazioni umanitarie e di beneficenza tra cui Medici senza frontiere, la Croce Rossa, Emergency, Medici con l’Africa Cuamm e il Samaritan's Purse hanno operato nella zona.
Il 22 ottobre 2014 l'Organizzazione mondiale della sanità ha dichiarato concluse le epidemie di virus Ebola in Nigeria ed in Senegal.
Il 3 dicembre 2014 l'Organizzazione mondiale della sanità ha dichiarato conclusa l'epidemia di virus Ebola in Spagna. Successivamente, il 21 gennaio 2015, l'OMS dichiara conclusa l'epidemia in Mali.
Il 9 maggio 2015 l'Organizzazione mondiale della sanità ha dichiarato conclusa l'epidemia di virus Ebola in Liberia con un comunicato; rimangono perciò dei focolai attivi soltanto in Guinea e Sierra Leone.
Il 30 dicembre 2015 l'Organizzazione mondiale della sanità ha dichiarato conclusa l'epidemia di virus Ebola in Guinea con un comunicato; rimane perciò un focolaio attivo soltanto in Sierra Leone.
All'inizio del 2016 l'epidemia non è più fuori controllo e nell'aprile 2016 il focolaio in Sierra Leone, così come i nuovi focolai riportati in Liberia, sono dichiarati spenti. L'OMS dichiara che piccoli focolai possono verificarsi in futuro e perciò il controllo va mantenuto alto.

## Evoluzione del focolaio

### Focolaio iniziale in Guinea
Nel febbraio 2014, il primo focolaio da virus ebola registrato nella regione si è verificato in Guinea. Entro il 23 aprile, il numero totale di casi sospetti e confermati di febbre emorragica di Ebola (EHF) erano saliti a 242: tra questi si registravano 142 decessi, con un tasso di mortalità pari al 59%. In una prima fase i casi sospetti sono stati segnalati nelle prefetture di Conakry (quattro casi), Guéckédougou (quattro eventi), Macenta (un singolo paziente) e Dabola (un soggetto). Il 25 marzo il Ministero della Salute della Guinea ha riferito che quattro distretti (Guekedou, Macenta, Nzerekore, e sud-est Kissidougou), sono stati colpiti dall'epidemia di febbre emorragica ebola.
Il giorno seguente l'Istituto Pasteur di Lione, Francia, ha confermato che si trattava di ebola e precisamente del ceppo noto con il nome di Zaire ebolavirus. Un primo rapporto suggeriva che si trattava di un nuovo ceppo di virus ebola, ma quest'ipotesi è stata smentita da studi successivi che hanno confermato il rapporto dell'istituto virologico francese.
Un caso sospetto è stato ricoverato in ospedale il 28 marzo 2014.
Il 31 marzo, i Centers for Disease Control degli Stati Uniti hanno inviato un team di cinque persone "per aiutare il Ministero della Salute della Guinea (MOH) e l'Organizzazione Mondiale della Sanità (OMS) a guidare una adeguata risposta internazionale all'epidemia di ebola".

Evoluzione del contagio in Guinea, Liberia e Sierra Leone nell'estate del 2014

Intorno al 23 maggio, l'epidemia si è propagata fino alla capitale della Guinea, Conakry, una città di circa due milioni di abitanti. Secondo Ibrahima Touré, direttore di Plan Guinea, un'organizzazione non governativa (ONG): "le condizioni di vita estremamente povere e la mancanza di acqua e di servizi igienico-sanitari nella maggior parte dei quartieri di Conakry fanno pensare che il rischio che l'epidemia si intensifichi fino ad una crisi ingestibile sia reale. La gente non è abituata a pensare di lavarsi le mani quando non ha sufficiente acqua da bere."

### Diffusione successiva
In Liberia, la malattia è stata riportata nelle contee di Lofa e Nimba verso la fine di marzo, e già entro la metà di aprile, il Ministero della Salute e della previdenza sociale della Liberia (MoHSW) aveva registrato possibili casi nelle contee di Margibi e Montserrado. In Sierra Leone, Mali e Ghana sono stati individuati alcuni casi sospetti entro la metà di aprile, ma tutti i campioni clinici dei casi sospetti sono risultati negativi per il virus ebola. In Guinea la situazione complessiva di infezione da virus Ebola è migliorata a maggio: per diversi giorni non sono stati emessi avvisi di allerta, segnalati nuovi casi o infezioni acquisite in ospedale in Liberia e in cinque (tra le sei) prefetture colpite in Guinea.
Gueckedou era l'unico punto caldo dove erano ancora segnalati casi di trasmissione in comunità e decessi.
Dal 23 al 27 maggio 2014 sono stati riportati diversi nuovi casi clinici, interessanti tre distretti già precedentemente colpiti (Guéckédou, Macenta e Conakry), quattro nuovi distretti (Boffa, Télimélé, Boke e Dubreka) e un nuovo paese (la Sierra Leone). A metà giugno sono stati segnalati i primi casi in Monrovia, capitale della Liberia. Il direttore delle operazioni di Medici Senza Frontiere, Bart Janssens, a fine giugno ha descritto la situazione come "senza precedenti, totalmente fuori controllo e la situazione può solo peggiorare".
Ai primi di luglio, la Liberia aveva segnalato 107 infezioni (52 vennero confermate in laboratorio) e almeno 65 morti causati da ebola. Dalla metà di aprile erano stati segnalati solo quattro morti al di fuori della contea di Lofa, mentre a metà giugno, la MoHSW ha annunciato ulteriori sette morti solo nella contea di Montserrado. L'epidemia è rapidamente progredita nella Sierra Leone. I primi casi sono stati segnalati il 25 maggio nel distretto di Kailahun, vicino al confine con Guéckédou, in Guinea.
Entro il 20 giugno, ci sono stati 158 casi sospetti, soprattutto a Kailahun e nell'adiacente distretto di Kenema, ma anche nei distretti di Kambia, Port Loko e nei distretti occidentali nel nord-ovest del paese. Entro il 17 luglio, il numero totale di casi sospetti nel paese aveva raggiunto quota 442, e aveva superato quelli registrati in Guinea e Liberia. A partire dal 20 luglio, sono stati segnalati ulteriori casi nel distretto di Bo. Il primo caso a Freetown, la capitale della Sierra Leone, è stato riportato verso la fine di luglio. Il primo caso in Nigeria è stato segnalato dall'OMS il 25 luglio 2014 e riguardava un cittadino liberiano, un quarantenne naturalizzato americano di nome Patrick Sawyer, che è sbarcato in aereo nella città di Lagos, il 20 luglio, ed è stato successivamente ricoverato in ospedale, quindi morto della malattia.
Il cittadino liberiano, dopo essere stato esposto al virus, ha viaggiato in aereo attraverso Lomé, Togo, e Accra, Ghana, fino a raggiungere la sua destinazione a Lagos, in Nigeria, dove intendeva partecipare ad una conferenza. L'uomo durante il volo sembra fosse già sintomatico, ed all'arrivo all'aeroporto di Lagos è collassato.
Questo paziente è deceduto il 25 luglio. L'ospedale dove l'uomo era stato in cura è stato chiuso e messo in quarantena; gli operatori sanitari che lo avevano in cura sono stati a loro volta isolati nel tentativo di fermare la diffusione del virus. Nigeria, Togo e Ghana hanno cooperato con l'OMS e altre organizzazioni sanitarie, nel tentativo di rintracciare le persone che possono essere entrate in contatto con Sawyer durante i suoi voli.

### Fine dell'epidemia
Nell'aprile 2016 vengono dichiarati spenti gli ultimi focolai in Liberia e in Sierra Leone.

## Risposta sanitaria

### Paesi coinvolti
Le autorità nazionali di Guinea, Sierra Leone e la Liberia hanno attivato i loro comitati nazionali di emergenza, preparato piani di risposta in caso di febbre emorragica ebola ed effettuato valutazioni delle necessità sanitarie.

#### Guinea
Il confine tra la Guinea e la Liberia è rimasto aperto nel mese di aprile. L'Ambasciatore della Guinea a Monrovia ha sottolineato che il suo governo ritiene che gli sforzi per combattere direttamente la malattia siano probabilmente più efficaci di un provvedimento di chiusura della frontiera.

#### Liberia
Entro il 23 luglio, il ministero della salute liberiano ha cominciato ad attuare un piano strategico in linea con le conclusioni della riunione di Accra per migliorare la risposta del paese all'epidemia. Il governo liberiano in una fase iniziale dell'epidemia aveva evitato di chiudere la frontiera con la Guinea, nonostante il fatto che i casi di ebola in Liberia provengano da questo paese.
Tuttavia a partire dal 27 luglio, Ellen Johnson Sirleaf, il presidente liberiano, ha annunciato che la Liberia avrebbe chiuso i suoi confini, con l'eccezione di alcuni valichi come il principale aeroporto del paese, in cui sono stati istituiti centri di screening. Le zone più colpite del paese sono state collocate in quarantena.
Il 30 luglio, la Reuters ha riferito che la Liberia ha annunciato di chiudere le scuole, e mette in quarantena le comunità.

#### Sierra Leone
La Sierra Leone ha istituito una misura temporanea che prevede la riattivazione del suo "Protocollo di Active Surveillance", che vedrà tutti i viaggiatori, provenienti sia dalla Guinea sia dalla Liberia, sottoposti a controlli rigorosi per accertare il loro stato di salute.
Il governo della Sierra Leone ha dichiarato lo stato di emergenza il 30 luglio e schierato le truppe per mettere in quarantena i "punti caldi" dell'epidemia.
All'inizio del mese di agosto, a Freetown, capitale della Sierra Leone, sono iniziate le campagne per sensibilizzare la popolazione, mediante trasmissioni radiofoniche o attraverso gli altoparlanti sulle automobili.

#### Spagna
Il 5 agosto 2014, i Fratelli dell'Ordine ospedaliero di San Giovanni di Dio, hanno confermato che un loro fratello spagnolo, Miguel Pajares, è stato infettato dal virus mentre prestava volontariato in Liberia. L'organizzazione religiosa ha anche confermato di aver informato il Ministero degli Affari Esteri e della Cooperazione e il Ministero della Salute, e di aver chiesto il suo rimpatrio. Il rimpatrio, coordinato dal Ministero della Difesa, è avvenuto il 6 agosto.
Le autorità spagnole hanno confermato che il paziente sarebbe stato trattato nell'ospedale 'Carlos III' a Madrid, una decisione che ha provocato non poche polemiche. Miguel Pajares è morto a causa del virus nelle prime ore del mattino del 12 agosto. Il 6 ottobre 2014 una delle infermiere che aveva assistito il religioso, dopo il suo arrivo presso l'ospedale di Madrid, viene ricoverata con i sintomi dell'infezione: si tratta del primo caso conclamato di contagio di ebola in Europa.

#### Nigeria
C'è stato un caso probabile in Nigeria a partire dal 27 luglio, cui si è aggiunto un ulteriore caso ad agosto e sei casi sospetti. Il primo caso è stato un cittadino liberiano-americano Patrick Sawyer, che viaggiava in aereo proveniente dalla Liberia: Sawyer si è gravemente ammalato arrivando nella città di Lagos. Il 20 luglio, Sawyer era volato in Nigeria via Lomé e Accra dalla Liberia, ed è morto cinque giorni dopo a Lagos.
In risposta a questo evento, il governo nigeriano ha aumentato la sorveglianza in tutti i punti di ingresso del paese. I funzionari della sanità sono stati collocati nei punti di entrata per condurre test sulle persone che arrivano nel paese.
Un rapporto iniziale ha messo in evidenza che ben sessantanove individui erano venuti a contatto con Sawyer (e fra questi personale dell'aeroporto, compagni di viaggio di volo e operatori sanitari presso l'ospedale dove egli era stato ricoverato). Costoro sono stati posti sotto stretta sorveglianza ma non hanno manifestato sintomi.
Successivamente Arik Air, la compagnia aerea principale della Nigeria, ha preso la decisione di interrompere i voli verso la Liberia e la Sierra Leone. Il 4 agosto, è stato confermato che il medico che aveva avuto in cura il paziente era stato infettato con il ceppo del virus e si trovava in trattamento, venendo a costituire il secondo caso confermato in Lagos.
Il 6 agosto le autorità nigeriane hanno confermato che l'infermiera che aveva assistito Patrick Sawyer è morta di ebola.

### Paesi con casi sospetti o non trasmissivi

#### Arabia Saudita
Dal 1º aprile, l'Arabia Saudita ha smesso di rilasciare i visti previsti per il pellegrinaggio islamico alla Mecca per i cittadini provenienti dalla Guinea, Liberia e dalla Sierra Leone. Nonostante questo, però, è stato segnalato che il 3 agosto un uomo che si sospettava fosse affetto da infezione da ebola era tornato in Arabia Saudita provenendo dalla Sierra Leone ed era morto entro tre giorni dall'arrivo, mentre si stavano eseguendo i test per la malattia nella città portuale di Jeddah. Alcuni campioni di tessuto sono stati inviati a un laboratorio di riferimento internazionale su consiglio dell'Organizzazione Mondiale della Sanità per determinare la causa della morte.
Il 5 agosto l'Arabia Saudita ha annunciato di voler bloccare l'emissione dei visti per l'Hajj e per l'ʿumra ai cittadini islamici provenienti de Sierra Leone, Guinea e Liberia. Il giorno seguente il Ministero della Salute ha consigliato a cittadini e residenti dell'Arabia di evitare di viaggiare in Liberia, Sierra Leone e Guinea fino a nuovo avviso.

#### Australia
Il 14 agosto 2014, l'Ambasciatore australiano presso la Repubblica Popolare Cinese ha rivelato che il governo australiano avrebbe donato un milione di dollari americani all'Organizzazione Mondiale della Sanità, oltre al suo sostegno annuale, per contribuire alla lotta contro il virus.

#### Benin
Il 7 agosto il Benin ha segnalato due casi di ebola in due diversi ospedali all'interno del paese. Entrambi i pazienti sono nigeriani recatisi in Benin per affari. I campioni di sangue sono stati inviati in Senegal per conferma.

#### Brasile
Il Brasile ha donato tre kit di assistenza alla Guinea, cinque alla Sierra Leone e più di cinque alla Liberia. Questi kit si trovano presso le Nazioni Unite che stanno provvedendo a spedirle. Ogni kit può gestire fino a 500 persone per oltre tre mesi.

#### Ciad
Il Primo Ministro del Ciad, Kalzeubet Pahimi Deubet, ha detto di voler seguire le orme del Sudafrica, quindi di imporre restrizioni di viaggio da e verso i paesi colpiti dall'epidemia. Il Ciad chiuderà tutti i suoi confini con la Nigeria per prevenire la diffusione della malattia nel paese. Ha anche aggiunto che questo avrà un impatto economico per il paese, ma le restrizioni sono necessarie.

#### Canada
Il 12 agosto 2014, l'Agenzia di sanità pubblica del Canada ha annunciato che il paese avrebbe donato tra le 800 e le 1000 dosi di un vaccino non testato (VSV-EBOV) in favore dell'Organizzazione Mondiale della Sanità (OMS). L'offerta è stata fatta direttamente dal ministro della Salute canadese al Direttore generale dell'OMS, come parte dell'impegno del paese per gli sforzi di contenimento dell'epidemia. Il governo del Canada detiene la proprietà intellettuale associata al vaccino, ma la ha concessa in licenza ad una società denominata bioprotection Systems per lo sviluppo di un prodotto per l'uso umano.
L'Organizzazione Mondiale della Sanità durante una conferenza stampa tenutasi a Ginevra a fine luglio 2015, ha annunciato che il Vsv-Ebov scoperto dal National Institute of Health canadese e ora sviluppato dalla multinazionale Merck Sharp and Dohme ha mostrato il 100% di efficacia.

#### Colombia
L'8 agosto, il Vice Ministro della Salute e Protezione Sociale della Colombia, Fernando Ruiz, ha dichiarato alla popolazione che il governo si prepara ad affrontare eventualmente il virus, anche se le determinate condizioni della Colombia non danno all'ebola la possibilità di diffondersi in modo naturale. Ruiz ha anche affermato che i Colombiani in viaggio nelle zone dell'Africa occidentale interessate vengono avvertiti sulle precauzioni da prendere.
Precedentemente, il 5 agosto, il Ministero della Salute e Protezione Sociale ha emesso un comunicato stampa in cui dichiarava che "dal mese di aprile il Governo nazionale ha monitorato in prima persona l'epidemia del virus ebola in Africa occidentale e lo Stato ha deciso di seguire parola per parola il piano di emergenza predisposto dall'Organizzazione Mondiale della Sanità (OMS)".

#### Comunità economica degli Stati dell'Africa occidentale
Il 30 marzo 2014, durante il 44° vertice dei capi di Stato e di governo dell'Africa occidentale, la Comunità economica degli Stati dell'Africa occidentale (ECOWAS) ha deliberato il finanziamento di 250.000 dollari per affrontare l'epidemia.
Al vertice tenutosi nel luglio dello stesso anno, il governo nigeriano ha donato 500.000 dollari al governo liberiano per aiutare la lotta contro il virus.
Nel mese di luglio, l'OMS ha convocato una riunione regionale di emergenza a Accra, Ghana, con i ministri della sanità di undici paesi.
Il 3 luglio 2014, gli stati dell'Africa occidentale hanno annunciato la collaborazione su una nuova strategia, e la creazione di un centro sub-regionale dell'Organizzazione Mondiale della Sanità in Guinea "per coordinare il supporto tecnico", il centro è stato inaugurato a Conakry il 24 luglio.

#### Costa d'Avorio
La Costa d'Avorio, il 22 agosto, ha rilasciato una dichiarazione alla televisione statale che annuncia la chiusura delle sue frontiere ai paesi vicini colpiti dall'epidemia. Nel tentativo di impedire al virus ebola di diffondersi in Costa d'Avorio, il governo ha quindi deciso di chiudere le frontiere nei paesi limitrofi: Guinea e Liberia.
La Costa d'Avorio, in precedenza, aveva immesso un divieto su tutti i voli in partenza ed in arrivo da Sierra Leone, Guinea e Liberia.

#### Filippine
Il Dipartimento filippino degli Esteri ha dichiarato un livello di allerta 2 in Guinea, Liberia e Sierra Leone e ha temporaneamente interrotto l'invio di lavoratori filippini verso i paesi colpiti a partire dal 30 giugno. I filippini sono stati anche avvertiti circa il potenziale rischio di contrarre l'ebola quando le loro navi attraccano in paesi in preda all'epidemia. Il 23 agosto, il governo filippino fa ritornare nel Paese i 115 caschi blu di stanza in Liberia a causa dei rischi sanitari che stanno costantemente aumentando.

#### Ghana
Molteplici casi sospetti di ebola sono stati riportati in Ghana dall'inizio del mese di agosto. Tutte le analisi sanguigne sono risultate negative, ma il Ministero della Sanità ha fatto costruire tre centri di isolamento.

#### Giappone
Nel mese di aprile, il governo nipponico ha donato 520.000 dollari al Fondo delle Nazioni Unite per l'infanzia (UNICEF) per sostenere la risposta all'epidemia di ebola in Guinea. In agosto ha donato 1,5 milioni di dollari per fornire ulteriore sostegno all'OMS, UNICEF e la Croce Rossa.

#### Guinea Equatoriale
La Guinea Equatoriale ha smesso di rilasciare i visti di permesso ai paesi limitrofi, ed ha annullato i voli regionali della Ceiba Intercontinental Airlines.

#### Hong Kong
Il 30 luglio anche le autorità sanitarie di Hong Kong hanno intensificato la sorveglianza contro il virus ebola, in quanto una donna di Hong Kong si era ammalata poco dopo aver visitato il Kenya e manifestando sintomi compatibili con la febbre da ebola. Tuttavia, una volta posta in isolamento, la paziente è risultata negativa per la malattia.

#### India
Il 21 luglio, tre residenti a Dwarka, Delhi, su un volo di ritorno da Accra a New Delhi via Addis Abeba, sono stati posti sotto sorveglianza dopo la conferma OMS che uno dei passeggeri del volo era risultato positivo per ebola; tuttavia, fino al giorno 8 agosto, nessuno dei tre aveva mostrato alcun sintomo della malattia.
Il 9 agosto le autorità indiane hanno intensificato le attività di controllo in porti ed aeroporti.
Il Ministro della Salute dell'Unione, il dottor Harsh Vardhan, ha rilasciato una dichiarazione: "Non vi è alcun motivo di panico. Abbiamo messo in funzione i sistemi di sorveglianza e di monitoraggio più avanzati." Dal 9 agosto i passeggeri provenienti da paesi colpiti da Ebola debbono compilare uno specifico modulo prima di atterrare. Questo modulo è composto da una lista di controllo per i sintomi e prevede che i viaggiatori provenienti dall'Africa occidentale forniscano alcune informazioni sui luoghi visitati, la durata del soggiorno e altre importanti informazioni.
Il 10 agosto un cittadino indiano è stato ricoverato in un ospedale di Chennai, capitale dello Stato meridionale di Tamil Nadu, e posto in isolamento con il sospetto che potesse trattarsi di un caso di ebola. Il paziente era tornato da un viaggio in Guinea. Gli accertamenti eseguiti hanno dato esito negativo ed il paziente è risultato dimesso.
Il Ram Manohar Lohia Hospital di New Delhi è stato designato come centro di trattamento per i casi di malattia causata dal virus ebola (EVD).
Una linea telefonica di emergenza attiva 24 ore su 24 è stata attivata per fornire informazioni. I circa 47.000 indiani nei paesi colpiti vengono contattati dal personale diplomatico di zona e viene loro fornito materiale didattico sulla malattia.

#### Italia
Il 25 ottobre 2014 il ministro della Salute Beatrice Lorenzin ha annunciato che un ragazzo della provincia di Milano è risultato positivo al test durante un viaggio in Francia e sarebbe stato presto rimpatriato presso l'"Istituto nazionale per le malattie infettive Lazzaro Spallanzani". Dopo numerosi alti e bassi, il bollettino medico del 22 dicembre ha annunciato che il paziente ha iniziato il periodo di convalescenza.

#### Kenya
Il Governo del Kenya ha vietato alle persone in viaggio verso o provenienti da Sierra Leone, Guinea e Liberia di entrare nel Paese.

#### Malesia
La Malaysia prevede di inviare oltre 20 milioni di guanti sanitari in Guinea, Liberia, Nigeria e Sierra Leone per compensare la carenza di forniture mediche nei paesi colpiti. La Malesia, inoltre, invierà guanti sanitari anche alla Repubblica Democratica del Congo, la quale sta affrontando un'epidemia di ebola estranea a quella che sta flagellando l'Africa occidentale.

#### Malta
Nei primi giorni di agosto, due camere di isolamento ad alta sicurezza del reparto di malattie infettive del Mater Dei Hospital sono state allestite per il trattamento di eventuali pazienti colpiti dal virus. Nonostante siano state prese queste precauzioni, il rischio che il virus penetri a Malta è molto basso.

#### Marocco
A partire dall'inizio di aprile il Marocco ha rinforzato la sorveglianza medica all'aeroporto di Casablanca, un hub regionale per i voli diretti verso e dall'Africa occidentale. Il sospetto caso della morte di un liberiano era avvenuto per un attacco cardiaco e non per Ebola..

#### Qatar
Il Qatar ha vietato l'importazione di animali vivi, prodotti alimentari e prodotti di macelleria provenienti da Guinea, Liberia, Sierra Leone e Nigeria come precauzione contro l'ebola.

#### Senegal
Il Ministero degli Interni del Senegal, secondo una dichiarazione pubblicata il 29 marzo 2014 dall'agenzia di stato APS, ha ordinato che tutti i movimenti di persone attraverso il confine meridionale con la Guinea debbono essere sospesi a tempo indeterminato per prevenire la possibile diffusione della malattia.
Dal 26 marzo la Mauritania ha chiuso tutti i valichi lungo il fiume Senegal, il confine naturale tra la Mauritania e Senegal, fatta eccezione per i punti di ingresso Rosso e Diama.

#### Seychelles
Il governo delle Seychelles ha introdotto l'obbligo del visto per i cittadini provenienti da Sierra Leone, Liberia, Guinea-Bissau, Guinea, Nigeria, Camerun, Ciad, Niger, Burkina Faso, Mali, Benin, Costa d'Avorio, Ghana, Togo, Congo, Repubblica Democratica del Congo, Gambia, Mauritania e Senegal. I cittadini di questi paesi avranno bisogno di un visto fino a quando l'epidemia di ebola non sarà dichiarata sotto controllo. Ai calciatori della Nazionale di calcio della Sierra Leone sono stati rifiutati i visti di ingresso nel Paese.

#### Sri Lanka
Lo Sri Lanka ha annullato, il 21 agosto, i visti per i cittadini in arrivo della Guinea, Liberia, Nigeria e Sierra Leone.

#### Stati Uniti d'America
Il 31 luglio, i funzionari della sanità degli Stati Uniti d'America dei Centers for Disease Control hanno emesso un avviso di viaggio per la Guinea, Liberia e Sierra Leone, mettendo in guardia i cittadini contro viaggi non essenziali.
L'operatore umanitario americano Kent Brantly, infettatosi con il virus Ebola, era stato trasportato in aereo negli Stati Uniti all'inizio di agosto e trattato presso l'Atlanta Emory University Hospital, vicino alla sede dei CDC, centri per il controllo delle malattie.
Brantly si era infettato mentre lavorava in un centro di trattamento in Monrovia come direttore medico per il gruppo umanitario Samaritan's Purse; anche Nancy Writebol, uno dei colleghi missionari di Brantly, si è infettato praticamente in contemporanea con il suo direttore.
Allo stato attuale i Centers for Disease Control hanno del personale al lavoro in Guinea, Sierra Leone, Liberia e Nigeria per assistere i Ministeri della Sanità locale e in risposta all'appello dell'Organizzazione Mondiale della Sanità per il controllo di questa epidemia di Ebola.
Il 4 agosto, è stato riferito dalla stampa che un uomo che aveva recentemente viaggiato in Africa occidentale era stato ammesso a New York presso il Mount Sinai Hospital, a Manhattan, con sintomi compatibili con la malattia da virus Ebola. L'uomo è stato tenuto in isolamento e l'allarme iniziale è rientrato quando è stato chiaramente stabilito che non si trattava di un caso di Ebola.

#### Sudafrica
Il 21 agosto il Sudafrica ha proclamato un divieto a tutti i viaggiatori provenienti dalle tre nazioni dell'Africa occidentale colpite dal virus ebola. Un portavoce del governo ha confermato che stanno seguendo altre risposte da paesi in cui è scoppiato il focolaio di malattia. Il ministero della salute del Sudafrica ha confermato che i cittadini del paese sarebbero stati invitati a limitare i viaggi verso le zone colpite, se no per stretta necessità. Tutti i sudafricani in arrivo da questi paesi sarebbero stati ammessi solo dopo aver eseguito accertamenti medici, e la quarantena, se necessario.

#### Regno Unito
La Sanità pubblica del Galles ha riferito, il 5 agosto 2014, che una donna inglese potrebbe essere stata esposta al virus ebola durante un viaggio in Africa occidentale. Ha accettato di sua volontà la quarantena nella sua casa a Cardiff anche se asintomatica. Le sue condizioni vengono attentamente monitorate dalle strutture di pubblica sanità.

#### Unione europea
Nel mese di marzo, la Commissione europea (CE) ha donato 500.000 € per contribuire a contenere la diffusione del virus in Guinea e nei paesi vicini. La CE ha anche inviato un esperto di salute in Guinea per aiutare a valutare la situazione e tenere i contatti con le autorità locali. Il commissario europeo per la Cooperazione internazionale, aiuti umanitari e risposta alle crisi Kristalina Georgieva ha detto: "Siamo profondamente preoccupati per la diffusione di questa malattia virulenta e il nostro sostegno contribuirà a garantire assistenza sanitaria immediata per coloro che sono colpiti da questa patologia. È vitale agire rapidamente per evitare che l'epidemia si diffonda, in particolare nei paesi vicini"."
In aprile, un laboratorio mobile, dotato di attrezzature tecnologiche in grado di eseguire la diagnosi molecolare di patogeni virali dei gruppi di rischio 3 e 4, è stato distribuito in Guinea dal progetto Laboratorio Europeo Mobile (EMLAB) come parte della risposta alle epidemie WHO/GOARN. I campioni precedenti sono stati invece analizzati presso il Laboratorio di Lione Jean Mérieux BSL-4.
Il 30 luglio la Commissione europea ha annunciato 2 milioni di euro in aiuti per contribuire a contenere la malattia in Africa occidentale. Il ministero degli Esteri della Germania ha emesso avvisi di viaggio, per tutti i paesi interessati dall'epidemia, alla fine luglio, similmente la Spagna il 2 agosto.
Il 2 agosto 2014 il ministero della Salute italiano ha emesso un comunicato sulle misure di sicurezza attuate in Italia a seguito del proliferare della malattia. È stato sottolineato che sono già in atto e vengono aggiornate disposizioni per il rafforzamento delle misure di sorveglianza nei punti di ingresso internazionali (porti e aeroporti) e sono state date indicazioni affinché l'attracco delle navi che nelle tre settimane precedenti hanno toccato uno dei porti dei Paesi colpiti (Guinea, Liberia e Sierra Leone) avvenga solo dopo verifica da parte di personale specializzato della situazione sanitaria a bordo.

## La risposta delle diverse organizzazioni

### Compagnie aeree
La principale compagnia aerea della Nigeria, l'Arik Air, ha sospeso tutti i voli verso Liberia e Sierra Leone. Il 5 agosto, la British Airways ha sospeso, fino alla fine del mese, tutti i voli in partenza o in arrivo dalla Liberia e Sierra Leone.
Il 14 agosto la Korean Air ha annunciato di aver sospeso tutti i voli verso il Kenya. La Costa d'Avorio ha immesso un divieto su tutti i voli in partenza ed in arrivo da Sierra Leone, Guinea e Liberia.

### Medici senza frontiere
L'organizzazione umanitaria Medici Senza Frontiere (Médecins Sans Frontières) ha un team di 300 persone al lavoro in Guinea, Sierra Leone e Liberia, ed ha istituito centri specializzati per dare assistenza medica alle persone colpite, inviando oltre 40 tonnellate di attrezzature e forniture.

### Samaritan's Purse
Il Samaritan's Purse ha fornito assistenza diretta ai pazienti in più sedi in Liberia. All'udienza della commissione del Congresso il 7 agosto 2014, il capo della Samaritan's Purse ha dichiarato che "L'epidemia è incontenibile e fuori controllo in Africa occidentale"

### Centers for Disease Control
Dai primi di agosto i Centers for Disease Control hanno uno staff al lavoro in Guinea, Sierra Leone, Liberia e Nigeria per assistere i Ministeri della Sanità locale e in risposta all'appello dell'Organizzazione Mondiale della Sanità per il controllo di questa epidemia di ebola. Il 6 agosto i Centers for Disease Control hanno decretato una allerta di livello 1 (il più elevato in una scala da 1 a 6) per facilitare la capacità di risposta di quest'agenzia all'epidemia.

### Contribuenti individuali
Il 14 agosto, il governo nigeriano ha detto che Aliko Dangote ha donato 150 milioni di naira per fermare la diffusione dell'epidemia di ebola.

### Gruppo della Banca mondiale
Il Gruppo della Banca mondiale si è impegnato a stanziare circa 200 milioni di dollari per supportare la Guinea, la Liberia e la Sierra Leone a contenere la diffusione del virus ebola, aiutano le comunità ad affrontare l'impatto economico della crisi, ed a migliorare i sistemi sanitari pubblici in tutta l'Africa occidentale.

### Organizzazione Mondiale della Sanità (OMS)
Il 24 luglio, il Direttore Generale dell'OMS si è incontrato con le agenzie umanitarie e i benefattori, a Ginevra, per favorire un aumento dei finanziamenti e dell'impegno di volontari per rispondere all'epidemia.
Il direttore regionale per l'Africa dell'Organizzazione Mondiale della Sanità, Luis Sambo, ha visitato i paesi colpiti dal 21 al 25 luglio incontrando i leader politici, i ministri della salute, le organizzazioni ONG e altre agenzie. Ha inoltre sottolineato la necessità di "promuovere il cambiamento comportamentale nel rispetto delle pratiche culturali".

### Paul G. Allen Family Foundation
L'11 settembre, la Paul G. Allen Family Foundation, seguendo le orme dell Bill & Melinda Gates Foundation, ha promesso circa 9 milioni di dollari al CDC. I fondi saranno stanziati per la costruzione dei centri di trattamento, di coordinamento e di assistenza. Questa segue la loro prima donazione di 2,8 milioni di dollari, nel mese di agosto, per la Croce Rossa.

### Programma alimentare mondiale
Il 18 agosto, il Programma alimentare mondiale ha annunciato di voler mobilitare assistenza alimentare per circa 1 milione di persone che vivono in aree ad accesso limitato.

## Contenimento dell'epidemia

### Gli sforzi
Tom Frieden, direttore dei CDC (Centri statunitensi per il Controllo delle Malattie), ha dichiarato: "In teoria abbiamo la ricetta per fermare ebola: sanità pubblica tradizionale, trovare i pazienti affetti, isolarli, trovare una cura adeguata per loro, trovare i loro contatti, educare le persone, e seguire un rigoroso controllo delle infezioni negli ospedali. Se faremo queste cose con cura e meticolosità l'epidemia di Ebola sarà risolta".

### Complicazioni nel contenimento
Le difficoltà incontrate nel tentativo di contenere l'epidemia sono di diversa natura ed includono l'esistenza di svariati focolai che oltrepassano i confini nazionali, l'attrezzatura inadeguata a disposizione del personale medico, le pratiche funerarie locali, la riluttanza riscontrata tra la gente di questi paesi nel mettere in atto adeguate pratiche di prevenzione.
Nel corso dell'epidemia sono stati segnalati episodi di "liberazione" dall'isolamento di pazienti affetti da sospetta ebola.

### Le voci incontrollate e la negazione
La negazione del problema, in alcuni paesi colpiti, come ad esempio la Sierra Leone, ha reso gli sforzi di contenimento estremamente difficili.
Le barriere linguistiche e l'aspetto dei team medici, avvolti nelle loro tute protettive, ha talvolta comportato un timore esagerato della propagazione del virus. Molti abitanti del luogo hanno inoltre la convinzione che la malattia sia causata da pratiche di stregoneria o, addirittura, che i medici stiano uccidendo pazienti. Alla fine di luglio, l'ex ministro della Sanità della Liberia, Peter Coleman, ha dichiarato che "la popolazione non sembra credere a tutto ciò che afferma il governo".

### Operatori sanitari
Molti operatori sanitari sono stati infettati. Tra le vittime da segnalare Samuel Brisbane, un ex consulente del Ministero della Sanità e della previdenza sociale liberiano che il quotidiano britannico The Guardian ha descritto come "uno dei medici di più alto profilo della Liberia".
Anche due operatori umanitari americani, che lavoravano in un centro di trattamento a Monrovia, gestito dall'organizzazione Samaritan's Purse, sono risultati infettati dal virus. Il 2 agosto, Kent Brantly, uno dei due operatori, è stato trasportato presso l'Emory University Hospital di Atlanta per ricevere cure specializzate: ciò ha fatto di lui il primo paziente infettato con EVD negli Stati Uniti.
Il 29 luglio è morto il dr. Sheik Umar Khan, un medico direttore del centro clinico per le cure contro l'ebola a Kenema, nella Sierra Leone.

### Ostilità nei confronti degli operatori sanitari
Si sono verificati anche alcuni episodi di ostilità nei confronti di alcuni operatori umanitari (che avevano mancato di spiegare agli abitanti dei villaggi il loro ruolo e compiti) che si affrettavano a recuperare alcuni pazienti in isolamento, "liberati" da amici e parenti. La Croce Rossa ha inoltre informato di essere stata costretta a sospendere alcune operazioni in Guinea, dopo che il personale era stato minacciato da un gruppo di uomini armati di coltelli.
Il 25 luglio alcune dimostrazioni avvenute all'esterno del principale ospedale dedicato al trattamento di pazienti affetti da ebola a Kenema, nella Sierra Leone, sono state interrotte dalle forze di polizia locali.

## Tasso di mortalità
I dati di infezione e di mortalità relativi alla Guinea, dove le nuove infezioni si sono quasi arrestate ora del 18 giugno, indicano un tasso di mortalità di circa il 64%, comprendente anche i casi di infezioni da ebola probabili e sospetti, come riportato dall'Organizzazione Mondiale della Sanità. Tra i dati forniti dalla Guinea e quelli riportati dall'Organizzazione Mondiale della Sanità esistono comunque alcune discrepanze.
Diverse autorità scientifiche hanno definito il tasso di fatalità descritto per la malattia come totalmente inaffidabile. Ciò in considerazione delle differenze nelle politiche di sperimentazione, nonché l'inclusione di casi probabili e anche solo sospetti.

## Effetti economici
Oltre alla perdita di vite umane, l'epidemia ha anche dei risvolti ed effetti economici negativi. All'inizio di aprile, l'Hotel Palm Camayenne di Conakry, Guinea, un hotel molto popolare tra gli uomini d'affari e i politici, ha riferito di aver registrato meno di un terzo delle presenze.
Nello stesso tempo, i voli della compagnia aerea Brussels Airlines, da Bruxelles a Conakry, hanno sperimentato un ridotto traffico passeggeri, mentre per i voli in direzione inversa si è verificato un traffico pesante. La compagnia aerea regionale Gambia Bird ha invece ritardato l'inaugurazione di una nuova tratta per Conakry, dopo che il Senegal ha chiuso il suo confine con la Guinea, a causa dell'epidemia.
Alcuni dipendenti della società britannica London Mining, in Sierra Leone, ritenuti non essenziali per gli obiettivi societari, sono stati trasportati fuori del paese nel mese di giugno, a seguito del verificarsi di un focolaio epidemico del virus. A quella data nel paese africano venivano riportati almeno 50 casi sospetti di ebola con cinque morti.
L'epidemia in corso in Sierra Leone ha causato la chiusura di scuole, mercati, della banca di Kailahun, e negozi.
L'epidemia ha avuto riflessi anche sulle borse. La società Tekmira Pharmaceuticals, una azienda canadese che ha in corso di sviluppo un trattamento sperimentale per ebola, ha visto aumentare in modo significativo il prezzo delle sue azioni.

## L'epidemia nella cultura di massa
Un gruppo di rapper, D-12, Shadow and Kuzzy of 2 Kings, ha composto una canzone, Ebola in Town, nella quale mette in guardia la gente dal virus, spiegando come reagire.. Questo brano ha spopolato sia in Guinea, che in Liberia fin dal primo trimestre del 2014. Nel mese di agosto, l'ex calciatore George Weah ed il cantante ghanese Sidney, hanno prodotto una canzone per sensibilizzare la popolazione sull'ebola. Molte sono le barzellette sull'ebola che stanno circolando in Africa Occidentale.

## Evoluzione temporale dei decessi
L'evoluzione temporale dei decessi è stata calcolata utilizzando i dati riportati dai Centri per il Controllo delle Malattie e la Prevenzione e l'Organizzazione Mondiale della sanità.
Oltre ai casi e decessi in Guinea, Libera, e Sierra Leone, al 26 agosto sono stati riportati anche diciassette casi in Nigeria, tra cui sei morti, due casi negli Stati Uniti e uno in Marocco. I casi ed i morti totali sono riportati nella seguente tabella che comprende anche i casi sospetti, che devono ancora essere confermati causati da ebola virus. I rapporti provengono da informazioni ufficiali dei ministeri della salute dei paesi interessati. L'OMS ha dichiarato i numeri riportati "sottovalutano notevolmente l'entità del focolaio".

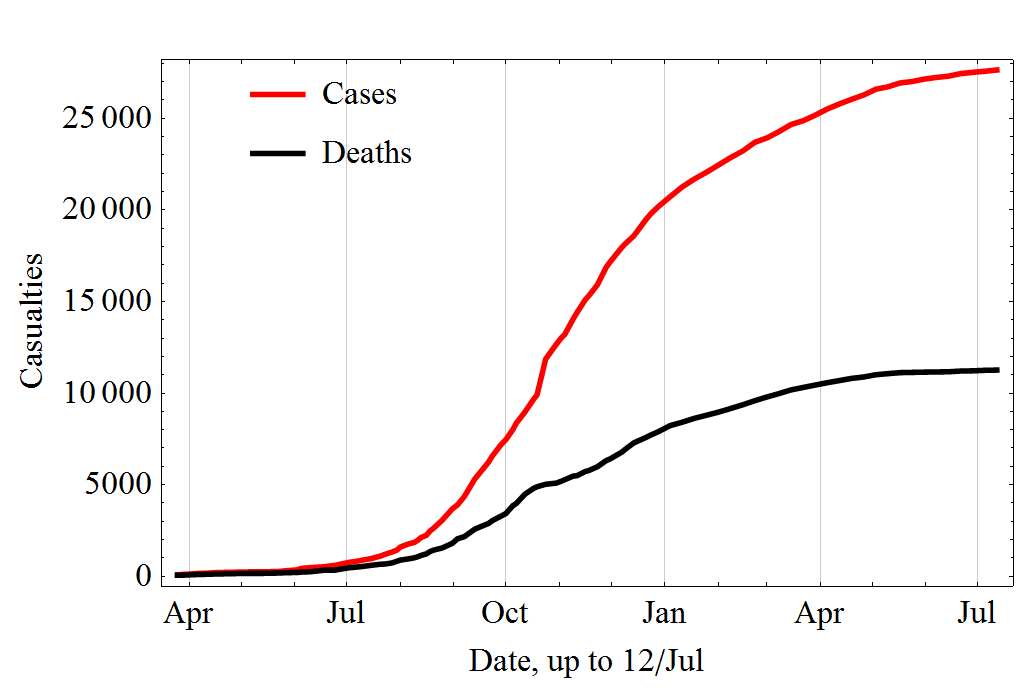
Numero totale di casi e di morti nel tempo
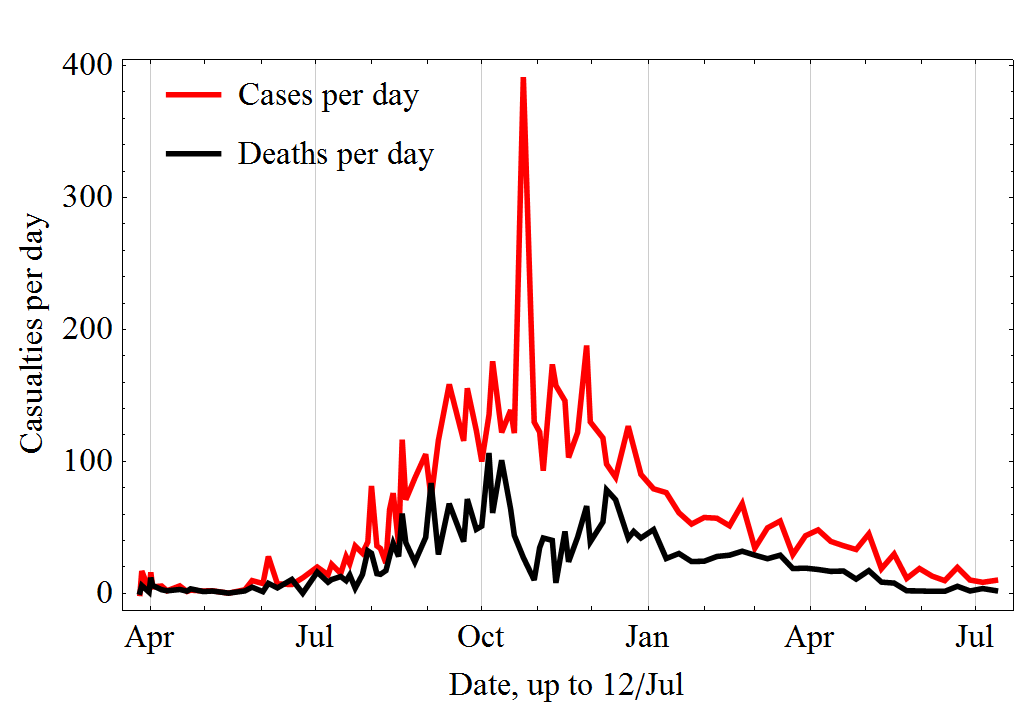
Media quotidiana di nuovi casi e decessi (in base alle segnalazioni provenienti dall'OMS)

Nota: I numeri di seguito riportati, forniti dall'Organizzazione Mondiale della Sanità, possono essere soggetti a cambiamenti, anche negativi, dovuti alla riclassificazione dei casi probabili o sospetti di Ebola a non casi di Ebola
| Data della relazione | Totale | Totale | Guinea | Guinea | Liberia | Liberia | Sierra Leone | Sierra Leone | Nigeria | Nigeria | Senegal | Senegal | USA  | USA   | Spagna | Spagna | Mali | Mali  | Scozia | Scozia |
| Data della relazione | casi   | morti  | casi   | morti  | casi    | morti   | casi         | morti        | casi    | morti   | casi    | morti   | casi | morti | casi   | morti  | casi | morti | casi   | morti  |
| -------------------- | ------ | ------ | ------ | ------ | ------- | ------- | ------------ | ------------ | ------- | ------- | ------- | ------- | ---- | ----- | ------ | ------ | ---- | ----- | ------ | ------ |
| 12 aprile 2015       | 25.826 | 10.704 | 3.548  | 2.346  | 10.042  | 4.486   | 12.201       | 3.857        | 20      | 8       | 1       | –       | 4    | 1     | 1      | –      | 8    | 6     | 1      | –      |
| 1º aprile 2015       | 25.213 | 10.460 | 3.492  | 2.314  | 9.712   | 4.332   | 11.974       | 3.799        | 20      | 8       | 1       | –       | 4    | 1     | 1      | –      | 8    | 6     | 1      | –      |
| 25 marzo 2015        | 24.907 | 10.326 | 3.429  | 2.263  | 9.602   | 4.301   | 11.841       | 3.747        | 20      | 8       | 1       | -       | 4    | 1     | 1      | -      | 8    | 6     | 1      | -      |
| 25 febbraio 2015     | 23.729 | 9.604  | 3.155  | 2.091  | 9.238   | 4.037   | 11.301       | 3.461        | 20      | 8       | 1       | –       | 4    | 1     | 1      | –      | 8    | 6     | 1      | –      |
| 8 febbraio 2015      | 22.894 | 9.177  | 3.044  | 1.995  | 8.881   | 3.826   | 10.934       | 3.341        | 20      | 8       | 1       | –       | 4    | 1     | 1      | –      | 8    | 6     | 1      | –      |
| 1º febbraio 2015     | 22.495 | 8.981  | 2.975  | 1.944  | 8.745   | 3.746   | 10.740       | 3.276        | 20      | 8       | 1       | –       | 4    | 1     | 1      | –      | 8    | 6     | 1      | –      |
| 21 gennaio 2015      | 21.724 | 8.641  | 2.871  | 1.876  | 8.478   | 3.605   | 10.340       | 3.145        | 20      | 8       | 1       | –       | 4    | 1     | 1      | –      | 8    | 6     | 1      | –      |
| 14 gennaio 2015      | 21.296 | 8.429  | 2.806  | 1.814  | 8.331   | 3.538   | 10.124       | 3.062        | 20      | 8       | 1       | –       | 4    | 1     | 1      | –      | 8    | 6     | 1      | –      |
| 7 gennaio 2015       | 20.747 | 8.235  | 2.775  | 1.781  | 8.157   | 3.496   | 9.780        | 2.943        | 20      | 8       | 1       | –       | 4    | 1     | 1      | –      | 8    | 6     | 1      | –      |
| 31 dicembre 2014     | 20.206 | 7.905  | 2.707  | 1.708  | 8.018   | 3.423   | 9.446        | 2.758        | 20      | 8       | 1       | –       | 4    | 1     | 1      | –      | 8    | 6     | 1      | –      |
| 24 dicembre 2014     | 19.947 | 7.588  | 2.597  | 1.607  | 7.862   | 3.384   | 9.004        | 2.582        | 20      | 8       | 1       | –       | 4    | 1     | 1      | –      | 8    | 6     | -      | –      |
| 17 dicembre 2014     | 18.603 | 6.915  | 2.416  | 1.525  | 7.797   | 3.290   | 8.356        | 2.085        | 20      | 8       | 1       | –       | 4    | 1     | 1      | –      | 8    | 6     | -      | –      |
| 10 dicembre 2014     | 17.942 | 6.388  | 2.292  | 1.428  | 7.719   | 3.177   | 7.897        | 1.768        | 20      | 8       | 1       | –       | 4    | 1     | 1      | –      | 8    | 6     | -      | –      |
| 3 dicembre 2014      | 17.145 | 6.070  | 2.164  | 1.327  | 7.635   | 3.145   | 7.312        | 1.583        | 20      | 8       | 1       | –       | 4    | 1     | 1      | –      | 8    | 6     | -      | –      |
| 26 novembre 2014     | 15.935 | 5.689  | 2.134  | 1.260  | 7.168   | 3.016   | 6.599        | 1.398        | 20      | 8       | 1       | –       | 4    | 1     | 1      | –      | 8    | 6     | -      | –      |
| 21 novembre 2014     | 15.351 | 5.459  | 2.047  | 1.214  | 7.082   | 2.963   | 6.190        | 1.267        | 20      | 8       | 1       | –       | 4    | 1     | 1      | –      | 6    | 6     | -      | –      |
| 19 novembre 2014     | 15.145 | 5.420  | 1.971  | 1.192  | 7.069   | 2.964   | 6.073        | 1.250        | 20      | 8       | 1       | –       | 4    | 1     | 1      | –      | 6    | 5     | -      | –      |
| 12 novembre 2014     | 14.098 | 5.160  | 1.878  | 1.142  | 6.822   | 2.836   | 5.368        | 1.169        | 20      | 8       | 1       | –       | 4    | 1     | 1      | –      | 4    | 4     | -      | –      |
| 4 novembre 2014      | 13.268 | 4.960  | 1.760  | 1.054  | 6.619   | 2.766   | 4.862        | 1.130        | 20      | 8       | 1       | –       | 4    | 1     | 1      | –      | 1    | 1     | -      | –      |
| 2 novembre 2014      | 13.042 | 4.818  | 1.731  | 1.041  | 6.525   | 2.697   | 4.759        | 1.070        | 20      | 8       | 1       | –       | 4    | 1     | 1      | –      | 1    | 1     | -      | –      |
| 31 ottobre 2014      | 13.567 | 4.951  | 1.667  | 1.018  | 6.535   | 2.413   | 5.338        | 1.510        | 20      | 8       | 1       | –       | 4    | 1     | 1      | –      | 1    | 1     | -      | –      |
| 27 ottobre 2014      | 13.703 | 4.922  | 1.906  | 997    | 6.535   | 2.413   | 5.235        | 1.500        | 20      | 8       | 1       | –       | 4    | 1     | 1      | –      | 1    | 1     | -      | –      |
| 25 ottobre 2014      | 10.141 | 4.922  | 1.553  | 926    | 4.665   | 2.705   | 3.896        | 1.281        | 20      | 8       | 1       | –       | 4    | 1     | 1      | –      | 1    | 1     | -      | –      |
| 22 ottobre 2014      | 9.936  | 4.877  | 1.540  | 904    | 4.665   | 2.705   | 3.706        | 1.259        | 20      | 8       | 1       | –       | 3    | 1     | 1      | –      | –    | –     | -      | –      |
| 17 ottobre 2014      | 9.216  | 4.555  | 1.519  | 862    | 4.262   | 2.484   | 3.410        | 1.200        | 20      | 8       | 1       | –       | 3    | 1     | 1      | –      | –    | –     | -      | –      |
| 17 settembre 2014    | 5.762  | 2.746  | 965    | 623    | 3.022   | 1.578   | 1.753        | 537          | 21      | 8       | 1       | –       | –    | –     | –      | –      | –    | –     | -      | –      |
| 14 settembre 2014    | 5.339  | 2.586  | 942    | 601    | 2.720   | 1.461   | 1.655        | 516          | 21      | 8       | 1       | –       | –    | –     | –      | –      | –    | –     | -      | –      |
| 10 settembre 2014    | 4.846  | 2.375  | 899    | 568    | 2.415   | 1.307   | 1.509        | 493          | 22      | 8       | 3       | –       | –    | –     | –      | –      | –    | –     | -      | –      |
| 6 settembre 2014     | 4.293  | 2.296  | 862    | 555    | 2.046   | 1.224   | 1.361        | 509          | 22      | 8       | 3       | –       | –    | –     | –      | –      | –    | –     | -      | –      |
| 5 settembre 2014     | 3.967  | 2.105  | 812    | 517    | 1.871   | 1.089   | 1.261        | 491          | 22      | 8       | 1       | –       | –    | –     | –      | –      | –    | –     | -      | –      |
| 31 agosto 2014       | 3.707  | 1.848  | 771    | 494    | 1.698   | 871     | 1.216        | 476          | 21      | 7       | 1       | –       | –    | –     | –      | –      | –    | –     | -      | –      |
| 26 agosto 2014       | 3.069  | 1.552  | 648    | 430    | 1.378   | 694     | 1.026        | 422          | 17      | 6       | –       | –       | –    | –     | –      | –      | –    | –     | -      | –      |
| 20 agosto 2014       | 2.615  | 1.427  | 607    | 396    | 1.082   | 624     | 910          | 392          | 16      | 5       | –       | –       | –    | –     | –      | –      | –    | –     | -      | –      |
| 18 agosto 2014       | 2.473  | 1.350  | 579    | 396    | 972     | 576     | 907          | 374          | 15      | 4       | –       | –       | –    | –     | –      | –      | –    | –     | -      | –      |
| 16 agosto 2014       | 2.240  | 1.229  | 543    | 394    | 834     | 466     | 848          | 365          | 15      | 4       | –       | –       | –    | –     | –      | –      | –    | –     | -      | –      |
| 13 agosto 2014       | 2.127  | 1.145  | 519    | 380    | 786     | 413     | 810          | 348          | 12      | 4       | –       | –       | –    | –     | –      | –      | –    | –     | -      | –      |
| 11 agosto 2014       | 1.975  | 1.069  | 510    | 377    | 670     | 355     | 783          | 334          | 12      | 3       | –       | –       | –    | –     | –      | –      | –    | –     | -      | –      |
| 9 agosto 2014        | 1.848  | 1.014  | 506    | 373    | 599     | 323     | 730          | 315          | 13      | 3       | –       | –       | –    | –     | –      | –      | –    | –     | -      | –      |
| 6 agosto 2014        | 1.779  | 961    | 495    | 367    | 554     | 294     | 717          | 298          | 13      | 2       | –       | –       | –    | –     | –      | –      | –    | –     | -      | –      |
| 4 agosto 2014        | 1.711  | 932    | 495    | 363    | 516     | 282     | 691          | 286          | 9       | 1       | –       | –       | –    | –     | –      | –      | –    | –     | -      | –      |
| 1º agosto 2014       | 1.603  | 887    | 485    | 358    | 468     | 255     | 646          | 273          | 4       | 1       | –       | –       | –    | –     | –      | –      | –    | –     | -      | –      |
| 30 luglio 2014       | 1.440  | 826    | 472    | 346    | 391     | 227     | 574          | 252          | 3       | 1       | –       | –       | –    | –     | –      | –      | –    | –     | -      | –      |
| 27 luglio 2014       | 1.323  | 729    | 460    | 339    | 329     | 156     | 533          | 233          | 1       | 1       | –       | –       | –    | –     | –      | –      | –    | –     | -      | –      |
| 23 luglio 2014       | 1.201  | 672    | 427    | 319    | 249     | 129     | 525          | 224          | –       | –       | –       | –       | –    | –     | –      | –      | –    | –     | -      | –      |
| 20 luglio 2014       | 1.093  | 660    | 415    | 314    | 224     | 127     | 454          | 219          | –       | –       | –       | –       | –    | –     | –      | –      | –    | –     | -      | –      |
| 18 luglio 2014       | 1.048  | 632    | 410    | 310    | 196     | 116     | 442          | 206          | –       | –       | –       | –       | –    | –     | –      | –      | –    | –     | -      | –      |
| 15 luglio 2014       | 964    | 603    | 406    | 304    | 172     | 105     | 386          | 194          | –       | –       | –       | –       | –    | –     | –      | –      | –    | –     | -      | –      |
| 10 luglio 2014       | 888    | 539    | 409    | 309    | 142     | 88      | 337          | 142          | –       | –       | –       | –       | –    | –     | –      | –      | –    | –     | -      | –      |
| 8 luglio 2014        | 844    | 518    | 408    | 307    | 131     | 84      | 305          | 127          | –       | –       | –       | –       | –    | –     | –      | –      | –    | –     | -      | –      |
| 2 luglio 2014        | 759    | 467    | 413    | 303    | 107     | 65      | 239          | 99           | –       | –       | –       | –       | –    | –     | –      | –      | –    | –     | -      | –      |
| 24 giugno 2014       | 599    | 338    | 390    | 270    | 51      | 34      | 158          | 34           | –       | –       | –       | –       | –    | –     | –      | –      | –    | –     | -      | –      |
| 18 giugno 2014       | 528    | 337    | 398    | 264    | 33      | 24      | 97           | 49           | –       | –       | –       | –       | –    | –     | –      | –      | –    | –     | -      | –      |
| 10 giugno 2014       | 474    | 252    | 372    | 236    | 13      | 9       | 89           | 7            | –       | –       | –       | –       | –    | –     | –      | –      | –    | –     | -      | –      |
| 5 giugno 2014        | 438    | 231    | 344    | 215    | 13      | 9       | 81           | 7            | –       | –       | –       | –       | –    | –     | –      | –      | –    | –     | -      | –      |
| 2 giugno 2014        | 354    | 208    | 291    | 193    | 13      | 9       | 50           | 6            | –       | –       | –       | –       | –    | –     | –      | –      | –    | –     | -      | –      |
| 27 maggio 2014       | 309    | 200    | 281    | 186    | 12      | 9       | 16           | 5            | –       | –       | –       | –       | –    | –     | –      | –      | –    | –     | -      | –      |
| 23 maggio 2014       | 270    | 181    | 258    | 174    | 12      | 9       | –            | –            | –       | –       | –       | –       | –    | –     | –      | –      | –    | –     | -      | –      |
| 14 maggio 2014       | 245    | 164    | 233    | 157    | 12      | 9       | –            | –            | –       | –       | –       | –       | –    | –     | –      | –      | –    | –     | -      | –      |
| 5 maggio 2014        | 243    | 162    | 231    | 155    | 12      | 9       | –            | –            | –       | –       | –       | –       | –    | –     | –      | –      | –    | –     | -      | –      |
| 30 aprile 2014       | 233    | 153    | 221    | 146    | 12      | 9       | –            | –            | –       | –       | –       | –       | –    | –     | –      | –      | –    | –     | -      | –      |
| 23 aprile 2014       | 220    | 143    | 208    | 136    | 12      | 9       | –            | –            | –       | –       | –       | –       | –    | –     | –      | –      | –    | –     | -      | –      |
| 21 aprile 2014       | 215    | 136    | 203    | 129    | 12      | 9       | –            | –            | –       | –       | –       | –       | –    | –     | –      | –      | –    | –     | -      | –      |
| 17 aprile 2014       | 209    | 129    | 197    | 122    | 12      | 9       | –            | –            | –       | –       | –       | –       | –    | –     | –      | –      | –    | –     | -      | –      |
| 10 aprile 2014       | 169    | 108    | 157    | 101    | 12      | 9       | –            | –            | –       | –       | –       | –       | –    | –     | –      | –      | –    | –     | -      | –      |
| 7 aprile 2014        | 163    | 102    | 151    | 95     | 12      | 7       | –            | –            | –       | –       | –       | –       | –    | –     | –      | –      | –    | –     | -      | –      |
| 2 aprile 2014        | 135    | 88     | 127    | 83     | 8       | 5       | –            | –            | –       | –       | –       | –       | –    | –     | –      | –      | –    | –     | -      | –      |
| 1º aprile 2014       | 130    | 82     | 122    | 80     | 8       | 2       | –            | –            | –       | –       | –       | –       | –    | –     | –      | –      | –    | –     | -      | –      |
| 31 marzo 2014        | 114    | 70     | 112    | 70     | 2       | –       | –            | –            | –       | –       | –       | –       | –    | –     | –      | –      | –    | –     | -      | –      |
| 27 marzo 2014        | 103    | 66     | 103    | 66     | –       | –       | –            | –            | –       | –       | –       | –       | –    | –     | –      | –      | –    | –     | -      | –      |
| 26 marzo 2014        | 86     | 60     | 86     | 60     | –       | –       | –            | –            | –       | –       | –       | –       | –    | –     | –      | –      | –    | –     | -      | –      |
| 25 marzo 2014        | 86     | 59     | 86     | 59     | –       | –       | –            | –            | –       | –       | –       | –       | –    | –     | –      | –      | –    | –     | -      | –      |